# UnReal (serial telewizyjny)
Unreal: Telewizja kłamie (ang. UnReal) – amerykański serial telewizyjny (dramat, czarna komedia) wyprodukowany przez A+E Studios oraz Wieden-Kennedy Entertainment. Twórcami serialu są Marti Noxon i Sarah Gertrude Shapiro. Premierowy odcinek serialu został wyemitowany 1 czerwca 2015 roku przez Lifetime.

## Fabuła
Rachel Goldberg jest producentką programu reality show Na wieczność, w którym atrakcyjny kawaler ma poznać swoją wybrankę. „Produkcja” polega na manipulowaniu uczestniczkami, żeby program miał dużą oglądalność. Serial pokazuje mechanizmy rządzące tym gatunkiem telewizyjnym.

## Obsada

### Główna
- Shiri Appleby jako Rachel Goldberg[1]
- Constance Zimmer jako Quinn King, główna producentka reality show[2]
- Craig Bierko jako Chet[3]
- Freddie Stroma jako Adam Cromwell[4]
- Josh Kelly jako Jeremy
- Siobhan Williams jako Lizzie[5]
- Nathalie Kelley jako Grace[6]
- Johanna Braddy jako Anna[6]
- Breeda Wool jako Faith[7]
- Ashley Scott jako Mary[8]
- Amy Hill jako dr Wagerstein

### Drugoplanowa
- Arielle Kebbel jako Britney
- Jeffrey Bowyer-Chapman jako Jay
- Aline Elasmar jako Shia
- Melissa Marie Elias jako Crystal
- JR Bourne jako Bill DeYoung[5]
- Brennan Elliott jako Graham
- Amy Hill jako dr Wagerstein
- Siobhan Williams jako Lizzie,
- Genevieve Buechner jako Madison
- Christie Laing jako Shamiqua
- Natasha Burnett jako Athena
- Stephanie Bennett jako Pepper
- Andrea Brooks jako Tanya
- Elise Gatien jako Rita
- Natasha Wilson jako Maya
- Sonya Salomaa jako Cynthia Wilton
- Mimi Kuzyk jako dr Olive Goldberg
- Eve Harlow jako Bethany
- Chelah Horsdal jako Louise
- Ty Olsson jako Kirk Newhouse
- Mitchell Kummen jako Terry Martin
- B.J. Britt jako Darius Hill(sezon 2)[9]
- Monica Barbaro jako Yeal[10](sezon 2)
- Denée Benton jako Ruby[10](sezon 2)
- Michael Rady jako Colmen[10](sezon 2)
- Gentry White jako Dariu, kuzyn Hilla[10](sezon 2)
- Meagan Tandy jako Yeal[11](sezon 2)
- Kim Matula jako[11](sezon 2)
- Bruce Davison jako Randy[12](sezon 2)
- Christopher Cousins jako Gary[12](sezon 2)
- Lindsay Musil jako Beth Ann[12](sezon 2)
- Iona Gruffudd jako John Booth[13](sezon 2)

## Odcinki
| Sezon | Sezon | Odcinki | Oryginalna emisja | Oryginalna emisja | Oryginalna emisja | Oryginalna emisja | Oryginalna emisja |
| Sezon | Sezon | Odcinki | Premiera sezonu   | Finał sezonu      | Premiera sezonu   | Finał sezonu      |                   |
| ----- | ----- | ------- | ----------------- | ----------------- | ----------------- | ----------------- | ----------------- |
|       | 1     | 10      | 1 czerwca 2015    | 3 sierpnia 2015   | 1 czerwca 2016    | 3 sierpnia 2016   |                   |
|       | 2     | 10      | 6 czerwca 2016    | 8 sierpnia 2016   | 14 czerwca 2017   | 12 lipca 2017     |                   |
|       | 3     | 10      | 26 lutego 2018    | 23 kwietnia 2018  | —                 | —                 |                   |
|       | 4     | 8       | 16 lipca 2018     | 16 lipca 2018     | —                 | —                 |                   |

## Produkcja
13 lutego 2014 roku stacja Lifetime zamówiła pierwszą serię UnReal: Telewizja kłamie. Początkowo rolę Quinn King miała zagrać Magyn Price.
7 lipca 2015 roku serial został przedłużony o kolejną serię, a 3 czerwca 2016 stacja Lifetime zamówiła trzecią.

29 lipca 2017 roku, stacja Lifetime ogłosiła zamówienie 4 sezonu.